# Rhododendron bryophilum
Rhododendron bryophilum är en ljungväxtart som beskrevs av Herman Otto Sleumer. Rhododendron bryophilum ingår i släktet rododendron, och familjen ljungväxter. Inga underarter finns listade i Catalogue of Life.